# Chamaedorea parvifolia
Chamaedorea parvifolia är en enhjärtbladig växtart som beskrevs av Karl Ewald Maximilian Burret. Chamaedorea parvifolia ingår i släktet Chamaedorea och familjen Arecaceae.
Artens utbredningsområde är Costa Rica. Inga underarter finns listade i Catalogue of Life.